# Tilmann von Stockhausen
Tilmann von Stockhausen (* 11. Mai 1965 in Schleswig) ist ein deutscher Kunsthistoriker.

## Leben und Wirken

### Erste Laufbahn
Tilmann von Stockhausen studierte nach dem Abitur am Katharineum zu Lübeck 1984 von 1986 bis 1992 Kunstgeschichte, Alte und Neuere Geschichte an den Universitäten München, Manchester und Hamburg. Ab 1993 war er wissenschaftlicher Referent in der Abteilung Inventarisation des Landesamtes für Denkmalpflege Sachsen. 1997 wurde er an der Universität Hamburg in Kunstgeschichte mit einer Arbeit über die Geschichte der Berliner Gemäldegalerie 1830–1904 bei Martin Warnke promoviert.
Von 1999 bis 2000 arbeitete er am J. Paul Getty Museum und Getty Research Center in Los Angeles. 2001 wurde er Referent für Marketing an den Staatlichen Kunstsammlungen Dresden, 2002 Leiter der Abteilung Öffentlichkeitsarbeit. Im April 2005 wurde er Leiter der Abteilung Marketing bei der Stiftung Preußische Schlösser und Gärten Berlin-Brandenburg.

### Laufbahn in Freiburg im Breisgau
Von Februar 2008 bis Oktober 2022 war er Leitender Direktor der Städtischen Museen Freiburg und Direktor des Augustinermuseums.
Mit seiner Wahl zum Leitenden Direktor am Anfang 2008 wurden die fünf städtischen Museen im November 2008 wieder zu einem kommunalen Verbund zusammengeführt, die als eigenes städtisches Amt organisiert sind. Zu den kommunalen Museen zählen neben dem Augustinermuseum das Ende 2024 geschlossene Museum für Stadtgeschichte im Wentzingerhaus, das Museum Natur und Mensch, das Archäologische Museum Colombischlössle und das Museum für Neue Kunst und seit 2021 das Dokumentationszentrum Nationalsozialismus.
Stockhausen setzte die schon vor seiner Amtszeit begonnene Sanierung der Freiburger Museen fort, ebenso auch die Digitalisierung der Sammlungen. Einen Schwerpunkt bildete die umfangreiche Instandsetzung des Augustinermuseums. 2010 wurde der erste Bauabschnitt mit der ehemaligen Augustinerkirche fertiggestellt, 2016 folgte das Haus der Graphischen Sammlung; voraussichtlich 2026 wird die Sanierung des ehemaligen Klosterkomplexes vollendet sein. Zudem wurde 2012 das Zentrale Kunstdepot in Freiburg-Hochdorf fertiggestellt, das als Depot mit Passivhaus-Standard bundesweit als Vorbild gilt. Auch im Museum Natur und Mensch, im Museum für Neue Kunst und im Archäologischen Museum Colombischlössle wurden Ausstellungsräume erneuert und modernisiert. Nach 2010 wurden unter Stockhausens Leitung in der Ausstellungshalle des Augustinermuseum zahlreiche Schauen präsentiert, die auch überregional Aufmerksamkeit erlangten, so beispielsweise die Ausstellungen „Unser Schwarzwald. Romantik und Wirklichkeit“ (2011), „Baustelle Gotik“ (2013), „Franz Xaver Winterhalter. Maler im Auftrag ihre Majestät“ (2015), „Freiburg im Nationalsozialismus“ (2016) oder „Schwarzwaldgeschichten. Black Forest Stories“ (2019).

### Laufbahn in Lübeck und Berlin
2022 wurde er als Nachfolger von Hans Wißkirchen zum Leitenden Direktor der Lübecker Museen berufen und trat sein Amt zum 1. Oktober 2022 an. Den Posten als Direktorin des Augustinermuseums und Leitende Direktorin der Städtischen Museen von Freiburg im Breisgau, hat im März 2023, die Kunsthistorikerin Jutta Götzmann übernommen, zuvor Direktorin des Potsdam Museums. Seit Juni 2024 ist Stockhausen Vorsitzender der Max-Liebermann-Gesellschaft in Berlin und trägt damit Verantwortung für die Liebermann-Villa am Wannsee, deren Leitungsstelle vakant ist. Von Stockhausen setzte sich bei einer Abstimmung am 12. Juni 2024 gegen den bisherigen Vorsitzenden Johannes Nathan durch.

## Veröffentlichungen (Auswahl)
- Die Kulturwissenschaftliche Bibliothek Warburg: Architektur, Einrichtung und Organisation. Dölling und Galitz, Hamburg 1992, ISBN 3-926174-49-8.
- mit Michael S. Cullen: Das Alte Museum. Berlin-Edition, Berlin 1998, ISBN 3-8148-0002-8 (auch englisch, ISBN 3-8148-0100-8).
- Die Neue Gemäldegalerie. Berlin-Edition, Berlin 1998, ISBN 3-8148-0003-6 (auch englisch, ISBN 3-8148-0101-6).
- Gemäldegalerie Berlin. Die Geschichte ihrer Erwerbungspolitik 1830–1904. Nicolai, Berlin 2000, ISBN 3-87584-769-0.
- mit Thomas Ketelsen: Verzeichnis der verkauften Gemälde im deutschsprachigen Raum vor 1800: the provenance index of the Getty Research Institute. Saur, München 2002, ISBN 3-598-24490-8.
- Kunstauktionen im 18. Jahrhundert: ein Überblick über das „Verzeichnis der verkauften Gemälde im deutschsprachigen Raum vor 1800“. In: Das achtzehnte Jahrhundert. Zeitschrift der Deutschen Gesellschaft für die Erforschung des Achtzehnten Jahrhunderts. Bd. 26, 2002, 1, S. 63–78.
- Torgau – Stadt der Renaissance. Zur 2. Sächsischen Landesausstellung in Torgau. 3. überarb. Aufl. Sandstein, Dresden 2009, ISBN 978-3-940319-69-2.
- Das Augustinermuseum in Freiburg. Geschichte und Konzeption. In: Zwischen Himmel und Hölle – Kunst des Mittelalters von der Gotik bis Baldung Grien. Hirmer, München 2009, ISBN 978-3-7774-2201-5, S. 50–57.
- The failure of provenance research in Germany. In: Provenance: an alternate history of art. Getty Research Institute, Los Angeles, Calif. 2012, S. 124–136.
- Black Forest. Ausstellungskatalog der Ausstellung vom 9. April 2016 – 26. Juni 2016. Suwon Ipark Museum of Art, Suwon 2016, ISBN 979-11-956817-3-0.
- mit Peter Kalchthaler (Hrsg.): Freiburg im Nationalsozialismus (= Schriftenreihe der Badischen Heimat 12). Rombach Verlag, Freiburg i. Br. 2017, ISBN 978-3-7930-5163-3.
- Schwarzwald-Geschichten. Black Forest Stories. Hrsg. von Tilmann von Stockhausen. Ausstellungskatalog, Augustinermuseum in Freiburg. Imhof-Verlag, Petersberg 2019, ISBN 978-3-7319-0579-0.
- Johann Baptist Kirner. Erzähltes Leben. Hrsg.: Adila Garbanzo León, Felix Reuße, Tilmann von Stockhausen. Ausstellungskatalog, Augustinermuseum Freiburg. Imhof-Verlag, Petersberg 2021, ISBN 978-3-7319-1075-6.